# James L. D. Morrison
James Lowry Donaldson Morrison (* 12. April 1816 in Kaskaskia, Illinois; † 14. August 1888 in St. Louis, Missouri) war ein US-amerikanischer Politiker. In den Jahren 1856 und 1857 vertrat er den Bundesstaat Illinois im US-Repräsentantenhaus.

## Werdegang
Über die Kindheit und Jugend von James Morrison ist nichts überliefert. Zwischen 1832 und 1839 diente er in der Marine. Nach einem Jurastudium und seiner Zulassung als Rechtsanwalt begann er in Belleville in diesem Beruf zu arbeiten. Gleichzeitig schlug er als Mitglied der Whig Party eine politische Laufbahn ein. Im Jahr 1844 wurde er Abgeordneter im Repräsentantenhaus von Illinois. Während des Mexikanisch-Amerikanischen Krieges stellte er eine Kompanie aus Illinois zusammen und diente in den Jahren 1846 und 1847 als Oberstleutnant in den amerikanischen Streitkräften. Für seine militärischen Leistungen während der Schlacht von Buena Vista wurde er vom Staatsparlament mit einem Ehrenschwert ausgezeichnet. 1848 wurde Morrison in den Senat von Illinois gewählt. Vier Jahre später scheiterte er als Kandidat der Whigs bei der Wahl zum Vizegouverneur seines Staates. Später wurde er Mitglied der Demokratischen Partei.
1856 wurde Morrison bei einer Nachwahl im achten Wahlbezirk von Illinois in das US-Repräsentantenhaus in Washington, D.C. gewählt, wo er am 4. November 1856 sein neues Mandat antrat. Da er für die regulären Wahlen des Jahres 1856 nicht nominiert wurde, konnte er bis zum 3. März 1857 nur die laufende Legislaturperiode im Kongress beenden. Diese Zeit war von den Ereignissen im Vorfeld des Bürgerkrieges geprägt.
Im Jahr 1860 bewarb sich James Morrison erfolglos um die Nominierung seiner Partei für das Amt des Gouverneurs von Illinois. Danach ist er politisch nicht mehr in Erscheinung getreten. Er starb am 14. August 1888 in St. Louis.